# Emil Hannover
Emil Viggo Hannover, född 27 september 1863 i Köpenhamn, död 8 mars 1923, var en dansk konsthistorisk författare och museichef. Han var son till Adolph Hannover och bror till Harald Immanuel Hannover.
Hannover blev direktör för Kunstindustrimuseet 1906, därjämte för Hirschsprungska samlingen 1911. Han var en av Nordens mest kunniga museimän och en kännare av den moderna konsten. Som författare förenade han saklig intelligens och noggrannhet med elegant stil. Hans första arbete handlade Antoine Watteau (1888) och de följande monografierna över Christen Købke (1893), Christoffer Wilhelm Eckersberg (1898) och Constantin Hansen (1901) visade honom som en skarpsynt kännare av den danska guldålderns måleri. Ett par översikter av Danmarks måleri och 1800-talets konst samt en liten bok om svensk konst (1916) kan också nämnas bland Hannovers arbeten. Hannovers huvudarbete faller dock inom konsthantverkets område: Keramisk Haandbog (1919–23).
Han var från 1897 gift med Karen Hannover.